# Mailly-Champagne
Mailly-Champagne is een gemeente in het Franse departement Marne (regio Grand Est) en telt 733 inwoners (2005). De plaats maakt deel uit van het arrondissement Reims.

## Geografie
De oppervlakte van Mailly-Champagne bedraagt 10,1 km², de bevolkingsdichtheid is 72,6 inwoners per km².
De onderstaande kaart toont de ligging van Mailly-Champagne met de belangrijkste infrastructuur en aangrenzende gemeenten.

## Demografie
Onderstaande figuur toont het verloop van het inwonertal (bron: INSEE-tellingen).